# Preusbos
Het Preusbos (ook: Preussbos; Duits: Preuswald; Frans: Bois de Preuss) is een bosgebied dat voor het grootste gedeelte in de Duitstalige Belgische gemeente Kelmis ligt, en voor een deel ook in de gemeente Plombières. Een nog kleiner deel van dit bos reikt tot in Duitsland  en een nog kleiner deel ligt in Nederland; ten zuiden van Vaals.

## Naam
De naam "Preusbos" betekent  "grensbos" in het lokale Platdietse dialect en heeft niets met het Duitse Pruisen van doen.

## Diversen
Het Preusbos behoorde vroeger tot het Hertogdom Limburg, en het grensde in het oosten aan het Rijk van Aken, waarvan nog grensstenen (Adlersteine) zijn te vinden. Deze grens komt overeen met de latere Belgisch-Duitse grens. Aan Duitse zijde vindt men het uitgestrekte Aachener Wald.
Ook grensstenen van Neutraal Moresnet zijn nog in het bos te vinden.
In het uiterste noorden van het Preusbos vindt men de Boudewijntoren en het Drielandenpunt.
Het bos kent een rijke plantengroei. De bodem van het bos bestaat deels uit vuursteeneluvium, vuursteen die overbleef nadat het aanwezige Gulpens krijt was opgelost.